# 播谷商店
播谷商店（はりたにしょうてん）は、大阪府大阪市阿倍野区阪南町に所在するかつての質屋。歴史的建築物として店舗、主屋等が国の登録有形文化財に登録されている。

## 概要
戦前の大阪市第2次市域拡張時に土地区画整理事業によって整備された市街地にある。地域の歴史的景観を構成する店舗建築や土蔵とされ、2018年、同市の地域魅力創出修景事業によって店舗の腰部や壁面、土蔵の板張及び白漆喰が修復された
。

## 文化財
以下の物件が2018年（平成30年）3月27日に国の登録有形文化財に登録された。
- 店舗
  - 1929年 (昭和4年) 竣工、木造、瓦葺き、建築面積79m2、敷地の南西隅に建つ。南北棟の起こり屋根は桟瓦葺き、腰部を花崗岩板貼、窓には格子、壁面は黒タイル貼で軒まで漆喰塗。堅牢な店舗表現となっている[2]。
- 主屋
  - 1929年竣工、木造、瓦葺き、建築面積164 m2。南北棟の広間に東西棟の玄関や仏間が連なる構成で、それぞれ入母屋造、切妻造、寄棟造。中廊下式の近代和風建築[3]。
- 土蔵
  - 1929年竣工、土蔵切妻造、瓦葺き、建築面積56 m2。店舗の北側に建ち、南面に庇で蔵前として接する。外壁は花崗岩板貼、一階部分は竪板貼、上部は白漆喰塗[4]。

## 現地情報

### 所在地
- 大阪府大阪市阿倍野区阪南町1丁目53-1

### 交通アクセス
- 大阪メトロ昭和町駅より徒歩5分

### 周辺施設
- 寺西家阿倍野長屋
- 日本基督教団南大阪教会